# Svend (biskop i Århus)
 For alternative betydninger, se Svend. (Se også artikler, som begynder med Svend)
Svend, (død 30. oktober 1191), var biskop i Århus Stift og Øm Klosters grundlægger.
Han var først provst ved Aarhuskirken og spillede en vis rolle i kampene mod venderne; på togtet i 1164 blev han udset til sammen med Absalon og Buris at holde det netop erobrede Wolgast besat. Han blev formentlig biskop i 1165, og som sådan var han atter blandt førerne på vendertogterne. Ved Rygens erobring 1169, var han sammen med Absalon, da de modtog borgen Karenz' overgivelse og stillede sig oven på de store gudebilleder, som karenzboerne selv måtte slæbe ud af templerne, og i efteråret 1170, da han ene blandt jyderne frivillig sluttede sig til Absalon, der skulle blive tilbage med en vagtflåde ved Rygen. Vi træffer også Svend ved møderne i Ringsted 1170 og Hjulby 1183, hvor han er den, der søger at holde Valdemar den Store tilbage fra voldsomt at hævne den uret, skåningerne tilføjede
Absalon i 1181.
Berømt er Svend endvidere som Øm Klosters grundlægger. Klosterkrønniken lader ham oprindelig være uvillig mod cistercienserne, men angrer det under havsnød på vej hjem fra England, så han lover at grundlægge et cistercienserkloster. Sikkert er det, at han blev biskop på en tid, da Valdemar var ved at forlade det kejserlige kirkeparti og gå over til pave Alexander 3., som cistercienserne støttede. Den forrige århusbiskop, Eskil, havde allerede grundlagt et lille cistercienserkloster i Sminge, men da det ikke trivedes, udvirkede Svend hos Valdemar, at benediktinerne i Veng Kloster, som dog nylig havde fået kongelige privilegier, blev overladt til «de graa munke», og han fik pavens stadfæstelse herpå (1166). Senere måtte klosteret flyttes til Kalvø.
Selv havde han opsøgt den landflygtige ærkebiskop Eskil i Frankrig og af ham modtaget bispevielsen, og sammen med abbed Briennus blev de begge forsonere mellem Eskil og Valdemar, så de sluttede fred. Ligeledes støttede Svend cistercienserklosterets endelige flytning til Øm i 1172. Han havde allerede tidligere tænkt at indtræde i klosteret, men Briennus havde frarådet det, fordi han som biskop kunne være mere for munkene. Gentagne gange skænkede han klosteret gods, pengegaver og bøger, og i nærværelse af kong Knud 6., Hertug Valdemar, Absalon og flere bisper gjorde han endelig testamente til fordel for Øm (1183). Fra Pavestolen skaffede han sine cisterciensere privilegier, og personlig viste han dem stor ærefrygt.
Tanken om at indtræde i klosteret kom atter op, han fik pavens tilladelse, men brugte den endnu ikke af hensyn til bispestolens tarv. I kraft af en ny pavelig tilladelse ville han netop gøre alvor af sin yndlingstanke; da blev han syg i Ovstrup og døde, omgivet af munkene fra Øm 30. oktober 1191. Han blev begravet foran højalteret i Øm klosterkirke. Også sin bispestol, der havde lidt meget ved vendernes hærgen, fik han hævdet stærkt, og i den sidste tid blev det støttet af det ry, der gik om Hellig Niels' grav i Aarhus.